# WRC Te Werve
WRC Te Werve is een rugbyvereniging in Den Haag.
WRC Te Werve ontstond in 2014 uit een fusie tussen de verenigingen Te Werve RUFC en Westlandse Rugby Club. De vereniging heeft zijn accommodatie op het Sportpark Escamp III aan de Beeresteinlaan 52 in de wijk Escamp.
De club heeft twee seniorenteams en een jeugdafdeling. Sinds 2018 heeft de vereniging onder de naam The Hornets & The Bees ook een afdeling voor studenten van de Haagse Hogeschool en de Universiteit Leiden, campus Den Haag. De damesafdeling The Bees vormt een combinatieteam met de dames van rugbyvereniging The Hookers uit Hoek van Holland.

## Geschiedenis
Te Werve RUFC werd in 1953 opgericht voor personeelsleden van Shell, dat eigenaar was van het  Landgoed te Werve in Rijswijk en daar een sportcomplex had ingericht. In 1963 behaalde de club zijn grootste prestatie, toen het op 6 mei op eigen terrein de regerend kampioen RC Hilversum met 9-3 versloeg en zo landskampioen werd in de Ereklasse rugby. Aan het einde van jaren 1990 werd de band met Shell verbroken en vertrok Te Werve RUFC naar het complex in Escamp in Den Haag.
De Westlandse Rugby Club werd in 1967 als Wateringse Rugby Club opgericht in Wateringen. WRC fuseerde in 1975 met de Wateringse voetbalvereniging KMD en ging verder als KMD Rugby op het sportcomplex De Hoonaert. Wegens de aanleg van het Wateringse Veld moest KMD het sportcomplex De Hoonaert in 2004 verlaten. Op het nieuwe complex van KMD was geen ruimte voor een rugbyveld, waardoor de rugbyafdeling zich afscheidde en als Westlandse Rugby Club verder ging op het terrein van VV GONA aan de Beresteinlaan in Den Haag.
Op 1 mei 2014 fuseerden de beide verenigingen tot WRC Te Werve.